# 하얼빈 타이핑 국제공항
하얼빈 타이핑 국제공항(중국어: 哈尔滨太平国际机场, 영어: Harbin Taiping International Airport, IATA: HRB, ICAO: ZYHB)은 중화인민공화국 헤이룽장성 하얼빈시에 위치한 공항이다. 시내 남서쪽에 37km 떨어진 곳에 있다. 2013년에 국제선과 국내선이 하나의 공항으로만 이용되었다가 구 공항을 개선하여 국제선 터미널로 분리하였으며 기존 하얼빈공항은 국내선만 취급하고있다. 현재 국제선 청사와 국내선 청사는 약 1km가량 이격되어 있어, 두 청사를 오고가려면 택시를 비롯한 보조 수단을 이용하여야 한다.

## 역사
이전에 옌자강 공항으로 알려진 하얼빈 타이핑 국제공항은 하얼빈시에서 남서쪽으로 약 37킬로미터 떨어진 곳에 위치해 있으며 1979년에 추가 확장 공사를 하면서 7억 6000만달러의 비용을 들였다. 1984년에 그것은 국제 공항으로 업그레이드되었다. 오늘날 이 공항은 중국 북동부 지역에서 중요한 교통 중심지 역할을 하고 있으며 중국의 최북단 공항이다. 터미널 빌딩은 현재 중국 북동부 지역에서 가장 크다.
연간 600만명의 승객을 수용할 수 있고 국내외 항공 노선이 50개 이상이다. 현재는 1200m의 아스팔트 활주로를 갖추고 있다.
2015년 6월부터 춘추항공의 운항으로 일본 나고야로 가는 첫 국제선이 시작되었다.
2009년 하얼빈 타이핑 국제 공항은 600만명의 승객을 수용할 수 있는 규모에 도달했다.
2013년 하얼빈 타이핑 국제공항은 1000만명의 승객을 수용했다.
공항의 공간이 한정되어 있기 때문에, 새로운 터미널이 건설되었고, 2018년 4월 30일에 서비스를 시작할 것이다. 건설 중에, 모든 국제 서비스는 임시 터미널로 옮겨졌다.

## 운항 노선

### 국제선
| 항공사               | 목적지                                                                           |
| -------------------- | -------------------------------------------------------------------------------- |
| 중국남방항공         | 니가타, 도쿄(나리타), 블라디보스토크, 서울(인천), 오사카(간사이), 타이페이(도원) |
| 스프링 항공          | 방콕(수완나품), 나고야(주부), 마카오                                             |
| 아시아나항공         | 서울(인천)                                                                       |
| 이스타항공           | 청주                                                                             |
| 제주항공             | 서울(인천)                                                                       |
| 고려항공             | 전세편 : 평양                                                                    |
| 일본춘추항공         | 도쿄(나리타)                                                                     |
| 에바 항공            | 타이페이(도원)                                                                   |
| 오로라 항공          | 유즈노사할린스크                                                                 |
| 블라디보스토크 항공  | 블라디보스토크, 하바롭스크                                                       |
| 야쿠티아 항공        | 야쿠츠크                                                                         |
| 우랄 항공            | 발란디노                                                                         |
| 홍콩 익스프레스 항공 | 홍콩                                                                             |

### 국내선
| 항공사       | 목적지 |
| ------------ | --- |
| 중국국제항공 | 베이징(수도), 청두, 칭다오                                                                                           |
| 중국동방항공 | 지난, 칭다오, 상하이(푸둥)                                                                                           |
| 중국남방항공 | 베이징(수도), 창사, 다롄, 항저우, 하이페이, 헤이허, 칭다오, 상하이(푸둥), 선양, 스좌장, 시안, 웨이하이, 인촨, 장저우 |
| 하이난 항공  | 다롄, 항저우, 오로도스, 칭다오, 타이위안                                                                             |
| 군요 항공    | 상하이(푸둥) |
| 중국남북항공 | 선양 |
| 오케이 항공  | 톈진 |
| 산둥 항공    | 다롄, 칭다오 |
| 상하이 항공  | 베이징(서우두), 상하이(푸둥), 옌타이                                                                                 |
| 선전 항공    | 창저우, 광저우, 난징, 선양, 선전                                                                                     |
| 쓰촨 항공    | 지난, 난징 |
| 스프링 항공  | 상하이(푸둥) |
| 샤먼 항공    | 지난, 난징, 칭다오, 선양, 정저우                                                                                     |

## 교통
하얼빈 타이핑 국제공항은 하얼빈 시내로부터 상당한 거리가 떨어져 있기 때문에 시내부터 공항을 잇는 고속도로가 건설되어 있으며,
택시를 이용할 경우 1인당 30위안, 공항버스를 이용할 경우 1인당 20위안이 부과된다.
한편, 장기적으로 하얼빈 시내와 공항을 잇는 공항철도가 계획 중에 있다.

## 같이 보기
- 중화인민공화국의 공항 목록